# 부부르 람북

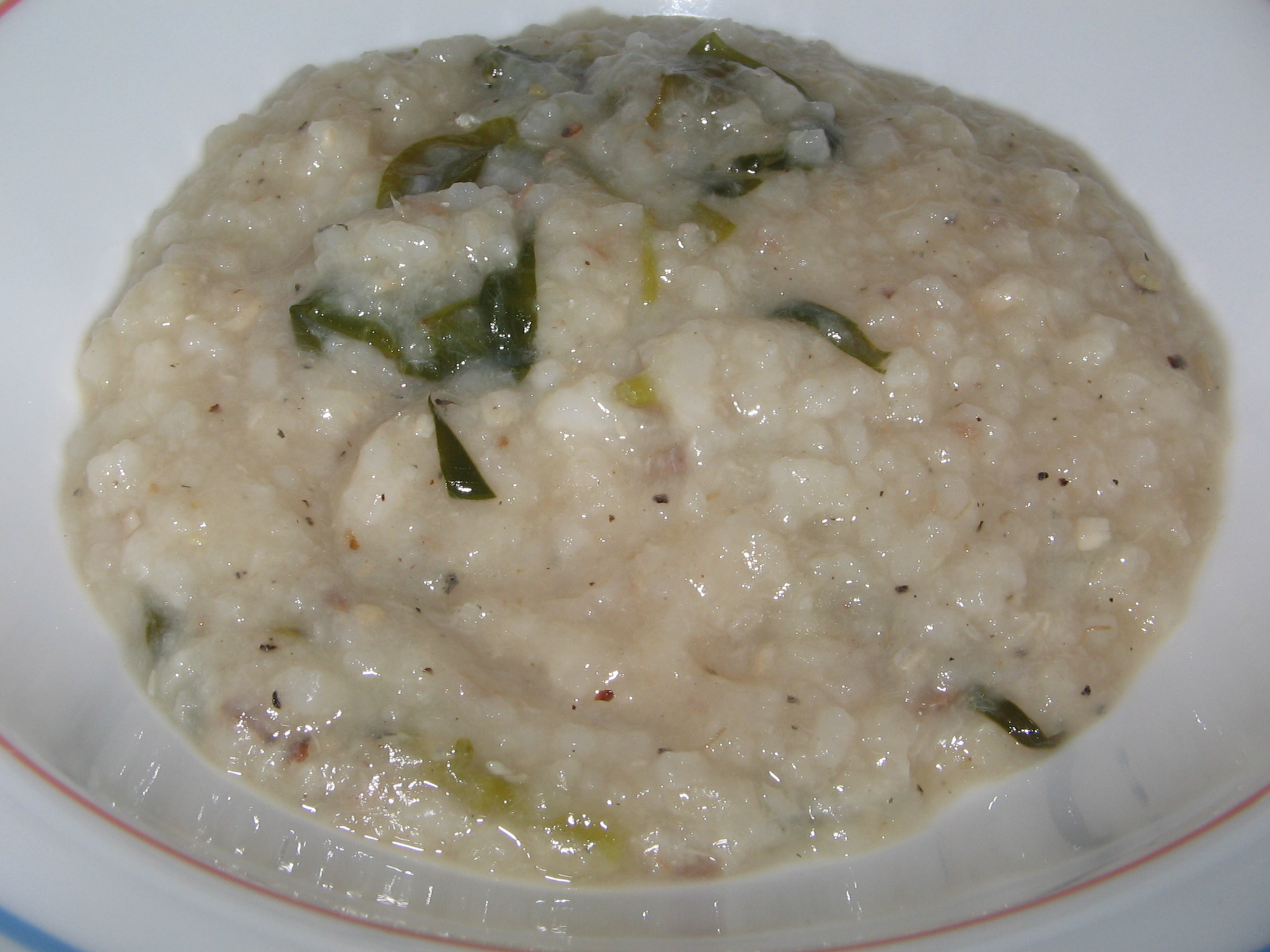
부부르 람북

부부르 람북(말레이어: bubur lambuk)은 말레이시아의 전통 죽이다. 라마단 기간에 먹는 대표적인 이프타르로, 말레이시아에서는 라마단 기간 동안 많은 모스크에서 대형 솥에 부부르 람북을 대량 조리하여 무료로 배포한다. 나눔과 포용, 공동체 정신을 상징하는 음식이며, 말레이계 무슬림뿐 아니라 중국계, 인도계 등 민족과 종교를 초월하여 모두에게 제공된다.

## 만들기
팔각, 계피, 정향, 레몬그래스, 생강 등 다양한 향신료와 고기(쇠고기 또는 닭고기), 해산물(주로 새우), 채소, 코코넛 밀크 등 넣어 쑤는 죽이다. 튀긴 샬롯을 고명으로 얹는 경우가 많으며, 따뜻하게 먹는다.